# Procédé Fischer-Tropsch
Pour les articles homonymes, voir Fischer et Tropsch.
Le procédé Fischer-Tropsch fait intervenir la réduction par catalyse hétérogène du monoxyde de carbone (CO) par l'hydrogène (H2) en vue de les convertir en hydrocarbures. Dans ce procédé chimique, les catalyseurs les plus courants sont le fer, le cobalt ou le ruthénium, ainsi que le nickel, mais ce dernier aura tendance à former du méthane (CH4) (on parle alors de méthanation). L'intérêt de la conversion est de produire du pétrole brut de synthèse à partir de charbon ou de gaz. Ce procédé présente un très bon rendement mais nécessite des investissements très lourds, ce qui le rend économiquement vulnérable aux fluctuations à la baisse du cours du pétrole.

## Mécanisme
Le procédé Fischer-Tropsch tel que découvert par ses deux inventeurs est schématiquement le suivant :
(2n+1) H2 + n CO → CnH2n+2 + n H2O
D'autres hydrocarbures sont également formés en quantité importante : des 1-alcènes ainsi que des traces d'alcools, cétones, aldéhydes et esters. Le mélange réactif de monoxyde de carbone et d'hydrogène est appelé gaz de synthèse ou syngas. La production résultante, qui se présente sous la forme de cires solides à température ambiante ou d'un mélange liquide d'hydrocarbures, est ensuite transformée par un procédé appelé hydroisomérisation pour obtenir le carburant synthétique désiré (majoritairement constitué de gazole et d'essence). Le mécanisme détaillé par étape de propagation en chaîne a été vérifié en 1981 par Robert C. Brady III et R. Pettit de l'université du Texas.
La réaction de Fischer-Tropsch est une réaction hautement exothermique en raison d'une enthalpie de réaction standard (ΔH) de −165 kJ/mol CO combinée.

## Origine du gaz de synthèse
Voir gazéification, gaz de synthèse ou gaz manufacturé et vaporeformage

## Histoire

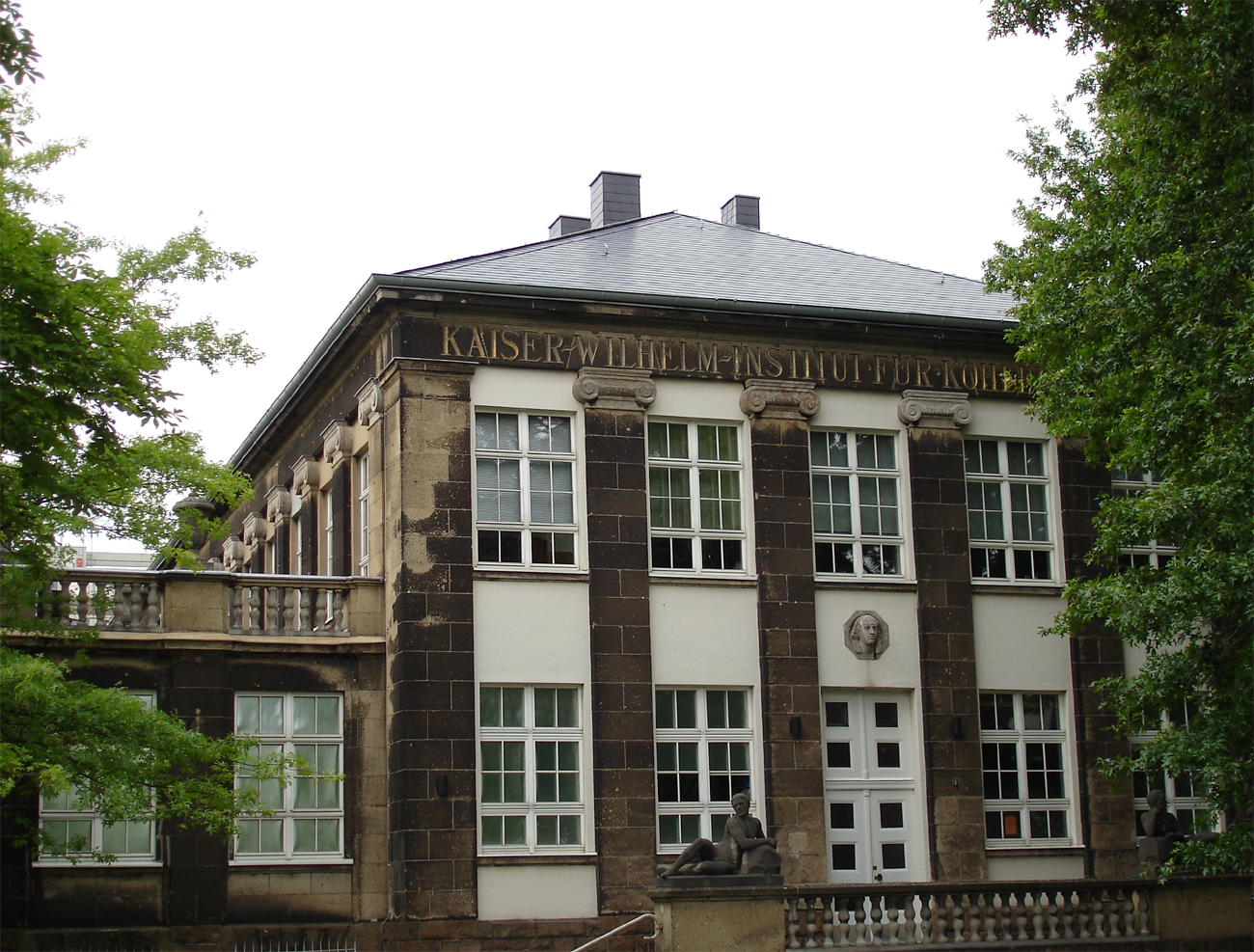
L'institut des Charbonnages de Mülheim-an-der-Ruhr.

L'invention du procédé Fischer-Tropsch remonte à 1923, date qui correspond à la date de dépôt du premier brevet attribué à deux chercheurs allemands, Franz Fischer et Hans Tropsch, travaillant pour le Kaiser Wilhelm Institut de Mülheim an der Ruhr, à l'époque voué à la valorisation du charbon.
Ce procédé repose sur la réduction catalytique des oxydes de carbone par l'hydrogène en vue de les convertir en hydrocarbure. Son intérêt est de produire un mélange d'hydrocarbures qui est ensuite hydrocraqué (hydroisomérisé) afin de fournir du carburant liquide synthétique (synfuel), à partir de charbon, de gaz ou, plus récemment, de biomasse.
Ce procédé a été mis au point et exploité au cours de la Seconde Guerre mondiale par l'Allemagne, pauvre en pétrole et en colonies pétrolifères mais riche en charbon, pour produire du carburant liquide, massivement utilisé par les Allemands et les Japonais durant le conflit mondial. Ainsi a été montée la première usine pilote par Ruhrchemie AGS en 1934 et industrialisée en 1936. Au début de 1944, le Troisième Reich produisait quelque 124 000 barils par jour de combustibles à partir de charbon, ce qui représentait plus de 90 % de ses besoins en essence d'aviation et plus de 50 % du besoin total du pays en combustibles. Cette production provenait de 18 usines de liquéfaction directe mais aussi de neuf petites usines Fischer-Tropsch, qui produisaient quelque 14 000 barils par jour.
L'empire du Japon a aussi tenté de produire des combustibles à partir de charbon, la production s'effectuant principalement par carbonisation à basse température, un procédé peu efficace mais simple. Cependant, l'entreprise Mitsui a acheté une licence du procédé Fischer-Tropsch à Ruhrchemie pour construire trois usines à Miike, Amagasaki et Takikawa, qui n'ont jamais atteint leurs capacités nominales en raison de problèmes de conception. En 1944, le Japon produisait 114 000 tonnes de combustible à partir de charbon, mais seulement 18 000 d'entre elles étaient faites selon le procédé Fischer-Tropsch.
Entre 1944 et 1945, les usines allemandes et japonaises ont été très endommagées par les bombardements alliés, et la majorité a été démontée après la guerre.
Les scientifiques allemands qui avaient mis au point le procédé Fischer-Tropsch ont été capturés par les Américains et sept d'entre eux envoyés aux États-Unis dans le cadre de l'opération Paperclip. Cependant, après la structuration du marché pétrolier et la forte baisse des prix, les États-Unis ont abandonné les recherches et le procédé Fischer-Tropsch est tombé en désuétude. Cependant il a retrouvé de l'intérêt en Afrique du Sud au cours des années 1950, par suite de l'isolement du pays consécutif à sa politique d'apartheid : ce pays, disposant d'abondantes ressources de charbon, a construit des mines hautement mécanisées (Sasol) qui approvisionnent des unités CTL (Coal to Liquids), dont la production repose sur deux synthèses Fischer-Tropsch distinctes :
- procédé Arge (développé par Ruhrchemie-Lurgi (de)) pour la production d'hydrocarbures à haut point d'ébullition, tels que le gazole et les cires ;
- procédé Synthol pour la production d'hydrocarbures à points d'ébullition plus bas, tels l'essence, l'acétone et les alcools.

La production suffisait à son alimentation en carburants routiers. En 2006, ces unités couvraient environ un tiers des besoins sud-africains, et la société Sasol est devenue l'un des spécialistes mondiaux en la matière.
Après le premier choc pétrolier de 1973, qui a provoqué l'augmentation du prix du pétrole brut, plusieurs sociétés et chercheurs ont essayé d'améliorer le procédé de base de Fischer-Tropsch, ce qui a donné naissance à une grande variété de procédés similaires, regroupés sous le volet de synthèse Fischer-Tropsch ou chimie Fischer-Tropsch.

## Perspectives

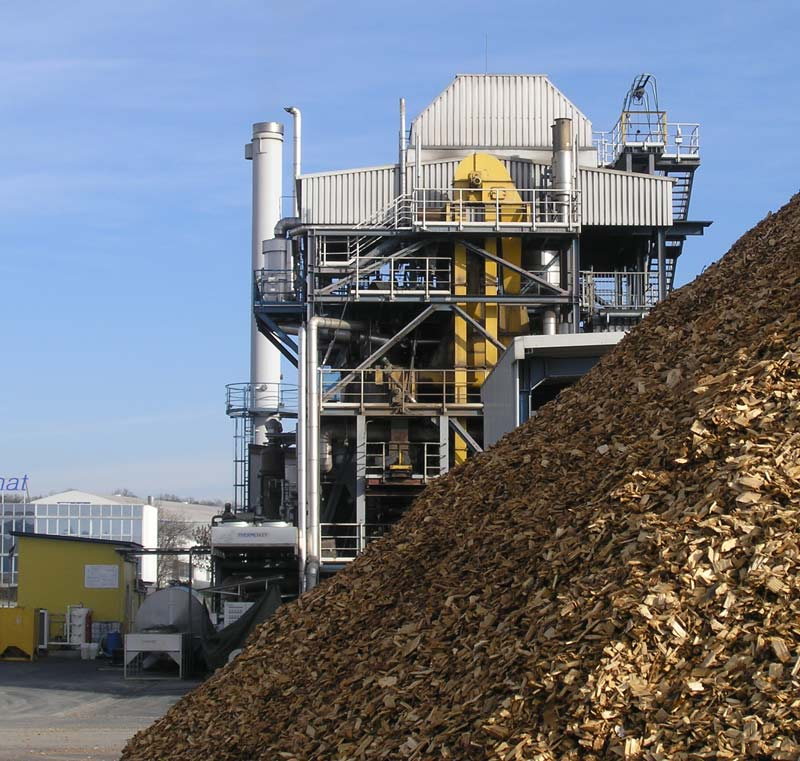
Centrale de conversion Fischer-Tropsch à Güssing, Burgenland, Autriche.

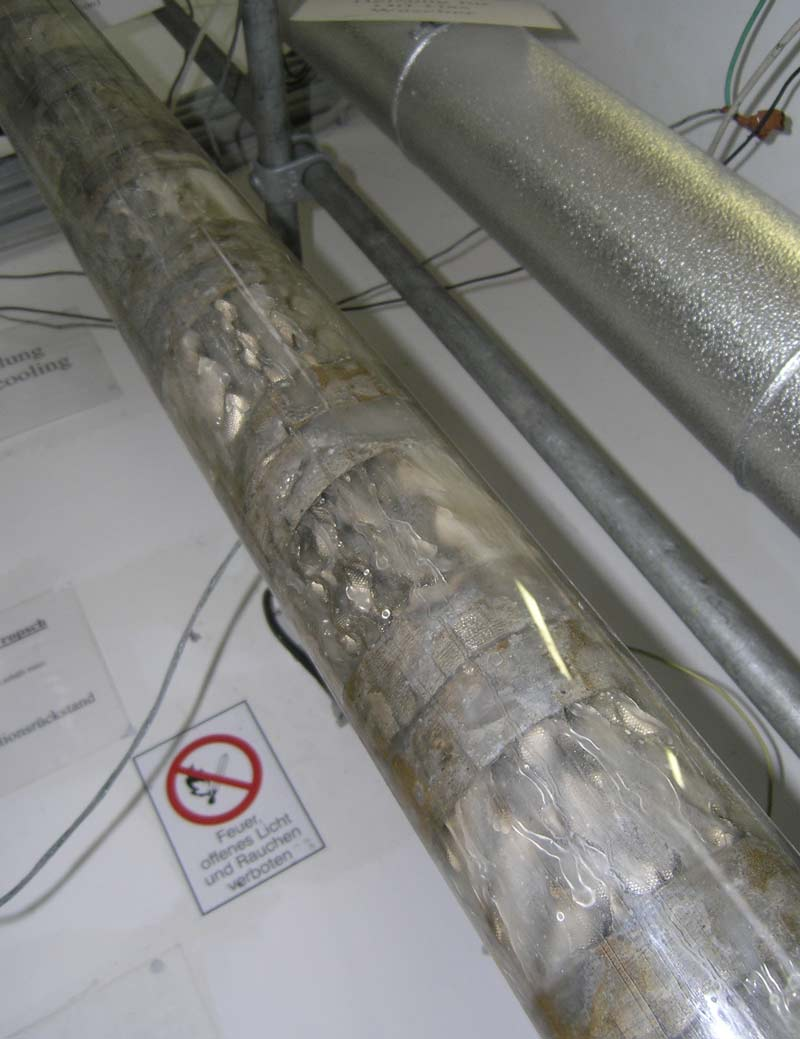
Conduites de la centrale de Güssing, Burgenland, Autriche.

C'est dans les années 2000 et l'augmentation du prix du pétrole que le procédé retrouve un intérêt économique. Depuis 2007, le département de la Défense des États-Unis participe au développement de l'industrie des carburants synthétiques à partir du charbon par le procédé Fischer-Tropsch pour diminuer sa dépendance au pétrole.
Depuis 2006, un Boeing B-52 Stratofortress de l'US Air Force réalise des essais avec du carburant Fischer-Tropsch pur. L'année précédente, un bombardier B-1 fut modifié pour fonctionner à partir d'un mélange de carburant synthétique. Les prix très élevés de ces carburants les confinent à un usage à petite échelle (20 $ le gallon pour le carburant pur et 4,62 $ pour le mélange).
Le principe général de la réaction Fischer-Tropsch s'est beaucoup enrichi depuis l'origine, et a donné naissance à des procédés et appellations plus génériques, telles que CTL (Coal to Liquids), GTL (Gas to Liquids), BTL (Biomass to Liquids), parfois décrits génériquement par « xTL ».
Les difficultés croissantes d'approvisionnement en pétrole, ainsi que la tendance à la hausse du prix de cette matière première, laissent envisager un regain d'intérêt pour cette application dans les pays où le charbon est abondant. Elle présente le désavantage d'un bilan CO2 très lourd (rendement carbone de l'ordre de 25%) qui pourrait cependant être limité en mettant en place des solutions de captage et de séquestration géologique de ce CO2. Le rendement énergétique global de cette technologie demeure également un point faible.
Par ailleurs, certaines entreprises innovent en utilisant, à la place du charbon, du CO2 pur pour produire du CO et H2, qui sera ensuite transformé en carburant. Comme la démontré l'entreprise suisse synhelion, le CO2 peut être transformé par concentration des rayons solaires, ce qui permet à l'entreprise de revendiquer une production de carburants neutre en carbone. Ce carburant est dès aujourd'hui utilisable sans changements, comme l'ont montré les différents tests effectués par l'entreprise.

#### Ouvrages
- Loïc Guillou, Synthèse de Fischer-Tropsch en réacteurs structurés à catalyse supportée en paroi, Lille, 2005 (lire en ligne).
- (en) Andrei Y. Khodakov, Petr A. Chernavskii, Jean-Sébastien Girardon, Elodie Quinet et Galina V. Pankina, Characterization of the Genesis of Cobalt Metal Particles in Silica-Supported Fischer-Tropsch Catalysts using Foner Magnetic Method, Lille, Applied Catalysis A: General 306 (2006), 2005 (DOI 10.1016/j.apcata.2006.03.033, lire en ligne), p. 108-119.

#### Articles
- « Démonstrateur BtL (biomasse transformée en liquide) de production de biocarburants de 2e génération, sur le site de Bure-Saudron », sur cea.fr (consulté le 21 avril 2012).
- (en) Franck Dumeignil, université de Lille-UCCS, « Eurobioref : European Multilevel Integrated Biorefinery Design for Sustainable Biomass Processing », sur eurobioref.org (consulté le 21 avril 2012).
- (en) « Airbus is pioneering the introduction of sustainable bio fuels », sur airbus.com (consulté le 21 avril 2012).
- (en) « SWAFEA – Sustainable Way for Alternative Fuels and Energy for Aviation », sur swafea.eu (consulté le 21 avril 2012).